# كلوروزايلينول
كلوروزايلينول المعروف أيضاً باسم بارا، كلورو، ميتا، زيلينول، يستخدم كمطهر؛ لتطهير الجلد وتنظيف الأدوات الجراحية. كما أنها تستخدم في عدد من المطهرات المنزلية ولنظافة الجرح . وهو أقل فعالية من بعض العوامل الأخرى المتاحة. وهو متاح كسائل.
الآثار الجانبية قليلة عموماً ولكن يمكن أن تشمل  تهيج الجلد. ويمكن استخدامه مع الماء أو الكحول.  كلوروزايلينول هو الأكثر فعالية ضد  البكتيريا إيجابية الغرام . وهو يعمل عن طريق إضعاف جدار الخلية و وقف وظيفة الإنزيمات.

تم تصنيع كلوروزايلينول لأول مرة في عام 1927. وهي مدرجة في قائمة الأدوية الأساسية لمنظمة الصحة العالمية، وهي الأدوية الأكثر فعالية والآمنة اللازمة في النظام الصحي. تبلغ تكلفته في العالم النامي حوالي 2.00 إلى 6.20 دولار للتر الواحد من تركيز 5٪.
يباع في عدد من الصيغ وتحت عدد من الأسماء التجارية بما في ذلك ديتول.

## الاستخدامات
يستخدم كلوروزايلينول في المستشفيات والبيوت؛ للتطهير، والصرف الصحي، كما أنها تستخدم عادة في صناعة الصابون المضاد للبكتيريا، و يستخدم لتطهير الجرح و للمطهرات المنزلية مثل السائل ديتول (ذو رائحة مميزة)، و يستخدم أيضًا في صناعة بعض أنواع الكريمات والمراهم.

## الآثار الجانبية
كلوروزايلينول ليس ساماً بشكل كبير جداً على البشر لكنه يمكن أن يكون قاتلاً عند استنشاق أو ابتلاع كميات كبيرة منه، وعملياً غير سامٍ للطيور، وسمية معتدلة على الكائنات اللافقارية التي تعيش في المياه العذبة. وهو شديد السُّمِّية للأسماك والقطط ولا ينبغي استخدامها حولهم. يسبب تهيج طفيف للجلد ويمكن أن يؤدي إلى حدوث الحساسية عند بعض الأفراد.

### تأثيرة على البشر
يمكن لسمية كلوروزايلينول أن تكون مميتة، خاصة عند الابتلاع وحتى عند الاستنشاق عن غير قصد.
في تقرير حالة، توفي رجل بريطاني يبلغ من العمر 42 عاماً؛ بسبب التعرُّض المفرط لسائل ديتول في مايو 2007. كان لديه    «اضطراب التنظيف الوسواس»، وحيث أنه للحفاظ على نظافة شقتة كان يستخدم كميات كبيرة جداً من الديتول، لم يكن التشريح قادراً على استنتاج ما إذا كان التعرض المميت لديتول كان عن طريق الابتلاع أم الاستنشاق. الدراسات الطبية حللت 177 حالة من التسمم بالديتول (عن طريق ابتلاعه) في هونغ كونغ ، إلى أن «التسمم بالديتول أدى إلى مضاعفات خطيرة في 7٪ من المرضى، بما في ذلك الموت».

### تأثيرة على الحيوانات
كلوروزايلينول سامة لكثير من الحيوانات، وخاصة القطط. الفينول هي مصدر قلق للقطط خاص؛ لأن القطط غير قادرة على القضاء على السم بعد ابتلاعه. قد يبتلع القط المنتج عن طريق لعق اطرافه بعد تلامسه مع الديتول .
في أستراليا، تبين أن رذاذ كلوروزايلينول يكون مميتاً لحيوان العلجوم، قد تبين أن رش المطهر على مسافة قريبة يسبب الموت السريع لبعض البرمائيات. ولا يعرف ما إذا كانت السموم مستمرة أم أنها تضر بالنباتات والحيوانات الأسترالية الأخرى.
وبسبب المخاوف بشأن الضرر المحتمل لأنواع الحياة البرية الأسترالية الأخرى، فقد حظرت وزارة البيئة  في عام 2011 استخدام الكلوروكزيلينول كعامل لمكافحة الآفات في غرب أستراليا.

## التاريخ
بعد فترة وجيزة من إنشاء «باراكلوروميتاكسيلينول»، كان يعتقد أن هذا اسم فظيع وتمت تسميته «ديتول» . ثم في عام 1930 تم تسويقة في إنجلترا، ثم في عام 1932 تم  تسويقة في الهند. كان لها سيف أبيض مشابه لرمز الأطباء .

## المجتمع والثقافة
وهناك عدد من الأسماء التجارية المتاحة كلوروزايلينول. كلوروزايلينول هو العنصر النشط في ديتول . وهو يتألف من 4.8٪ من إجمالي خليط الديتول، والباقي يتكون من زيت الصنوبر، والإيزوبروبانول، وزيت الخروع، والصابون، والماء.